# 弦楽四重奏曲第3番 (シュニトケ)
弦楽四重奏曲第3番は、ロシアの作曲家アルフレート・シュニトケが1983年に作曲した弦楽四重奏曲である。

## 楽曲構成
作品は全3楽章からなる。演奏時間は約19分。
- 第1楽章 アンダンテ
- 第2楽章 アジタート
- 第3楽章 ペザンテ

シュニトケの多様式主義がよく表れた作品である。作中では、オルランド・ディ・ラッソのスターバト・マーテル、ルートヴィヒ・ヴァン・ベートーヴェンの大フーガ、ドミートリー・ショスタコーヴィチのDSCH音型が引用されている。